# Hammawi dijalekt
Hammawi dijalekt (kod: acv-ham; Huma'whi), dijalekt achumawi jezika, kojim su govorili Indijanci Hammawi u sjeveroistočnoj Kaliforniji, porodica palaihnihan.
Spominju ga Zisa 1970, Mithun 1999 i Powell 1891

## Vanjske poveznice
- Palaihnihan: Powell 1891
- Palaihnihan: Mithun 1999
- Hokan: Zisa 1970